# トマ・フォケ
トマ・フォケ（Thomas Foket、1994年9月25日 - ）は、ベルギー・ブリュッセル出身のサッカー選手。RSCアンデルレヒト所属。ポジションはミッドフィールダー。ベルギー代表。

## クラブ経歴

### ヘント
2012年7月19日、UEFAヨーロッパリーグ予選2回戦・FCディフェルダンジュ03戦で79分に交代し、移籍後初出場。

### スタッド・ランス
2018年8月、フォケットはリーグ・アンのスタッド・ド・ランスと5年契約を結んだ。 移籍金は3.5百万ユーロと報じられた。

### アンデルレヒト
2024年8月3日、RSCアンデルレヒトに3年契約で移籍した。

## 代表歴
2016年11月、ベルギー代表に初招集された。11月10日に行われたオランダとの親善試合で初キャップを記録した。